# اسلاوکا فرنیاکووا
اسلاوکا فرنیاکووا (اسلواکی: Slávka Frniaková؛ زادهٔ ۹ مارس ۱۹۷۹) بازیکن زن بسکتبال اهل اسلواکی بود. وی در بازی‌های المپیک تابستانی ۲۰۰۰ شرکت کرده‌است.